# Kreuz Lotte/Osnabrück
Kreuz Lotte/Osnabrück is een knooppunt in de Duitse deelstaat Noordrijn-Westfalen.
Op dit klaverbladknooppunt gelegen tussen Lotte en Osnabrück kruist de A1 Bremen-Keulen de A30 Gildehaus-Bad Oeynhausen.

## Geografie
Het knooppunt ligt in de gemeente Lotte, Regio Tecklenburger Land in Noordrijn-Westfalen, direct aan de grens met de gemeente Hasbergen in Nedersaksen.
De grootste naburige stad in de omgeving is Osnabrück, het Autobahnkreuz bevindt zich ongeveer 10 km ten westen van het centrum van deze stad. Direct ten oosten van het knooppunt ligt ook de grens tussen de stad Osnabrück, de Landkreis Osnabrück en de Kreis Steinfurt.
Het knooppunt ligt verder ongeveer 35 km ten oosten van Rheine en ongeveer 40 km ten noordoosten van Münster.
Het knooppunt ligt vlak bij het natuurgebied Naturpark TERRA.vita, dat o.a. de noordwestelijke helft van het Teutoburger Wald omvat.

## Toekomst
De A1 is ten noorden van het knooppunt reeds naar 2x3 rijstroken verbreed. In de toekomst moet ook de A1 naar de aansluiting Münster-Nord worden verbreed naar 2x3 rijstroken, maar de plannen zijn nog niet concreet.

## Configuratie
Rijstrook
Nabij het knooppunt heeft de A1 richting het noorden 2x3 rijstroken, in de A1 richting het zuiden heeft net als de A30 2x2 rijstroken.
Alle verbindingswegen hebben één rijstrook.
Knooppunt
Het is een klaverbladknooppunt met rangeerbanen.
In 2017 is, omdat er te vaak lange files ontstonden, begonnen met een reconstructie van het knooppunt ter uitbreiding van de verkeerscapaciteit. Deze moet in 2020 gereed zijn.

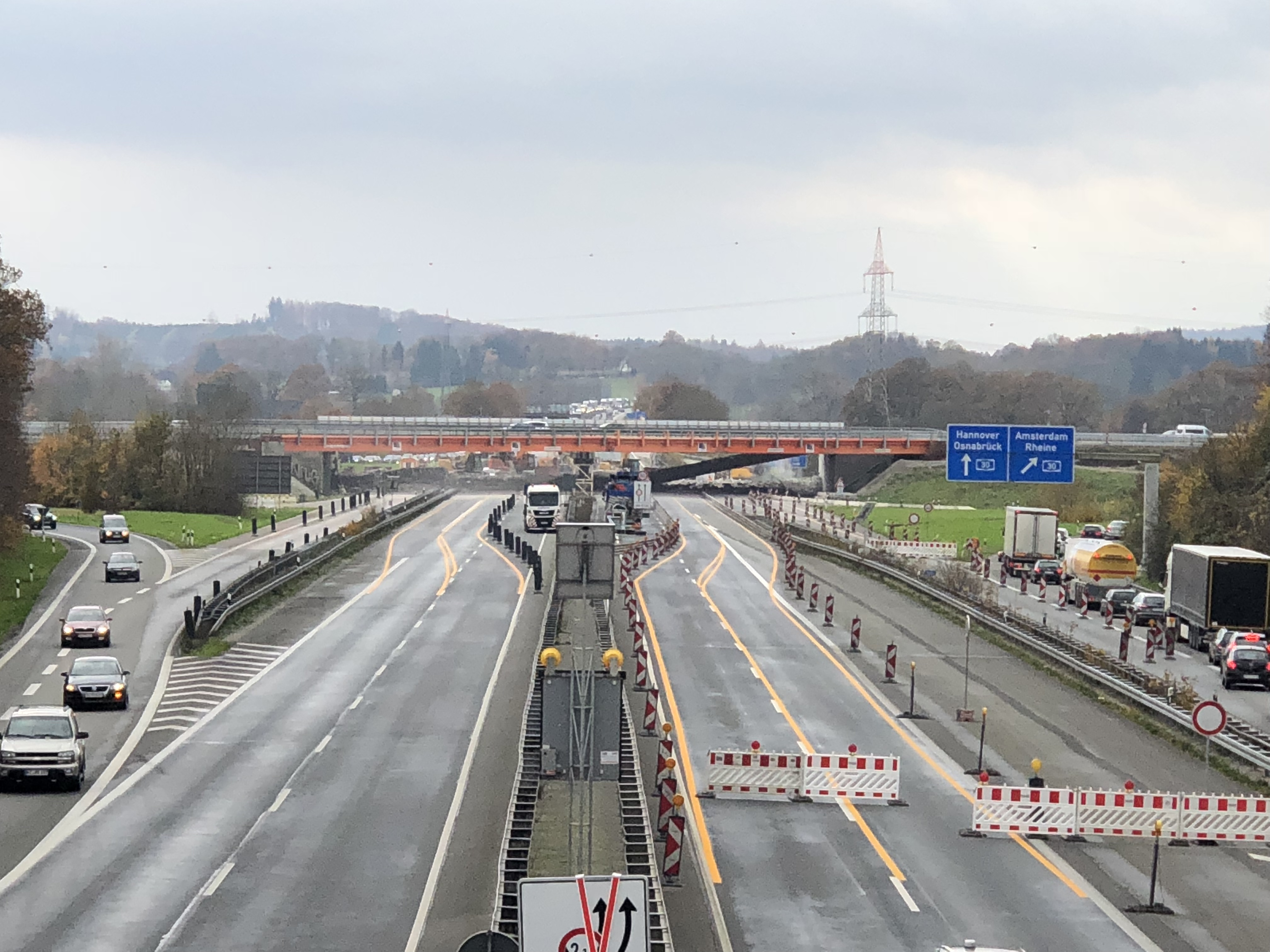
Renovatie in 2017

## Verkeersintensiteiten
Dagelijks passeren ongeveer 110.000 voertuigen het knooppunt.
| Van                     | Naar                      | Gemiddeid aantel voertuigen per dag | Percentage vrachtverkeer |
| ----------------------- | ------------------------- | ----------------------------------- | ------------------------ |
| AS Osnabrück-Nord (A 1) | AK Lotte/Osnabrück        | 58.000                              | 21,6 %                   |
| AK Lotte/Osnabrück      | AS Lengerich (A 1)        | 56.800                              | 19,8 %                   |
| AS Lotte (A 30)         | AK Lotte/Osnabrück        | 41.300                              | 21,7 %                   |
| AK Lotte/Osnabrück      | AS Hasbergen-Gaste (A 30) | 58.800                              | 19,5 %                   |

## Trivia
Het Kreuz Lotte/Osnabrück werd oorspronkelijk vanwege zijn ligging in Noordrijn-Westfalen Lotter Kreuz genoemd en niet Osnabrücker Kreuz. De huidige naam Lotte/Osnabrück verwijst niet alleen naar de stad Lotte maar ook naar de duidelijk grotere stad Osnabrück, gelegen net aan de andere kant van de deelstaatsgrens tussen Nedersaksen en Noordrijn-Westfalen, die ten oosten van het knooppunt langsloopt.

## Richtingen knooppunt
| Aansluitende wegen                                       | Aansluitende wegen            | Aansluitende wegen | Aansluitende wegen | Aansluitende wegen              |
| -------------------------------------------------------- | ----------------------------- | ------------------ | ------------------ | ------------------------------- |
|                                                          |                               |                    |                    | richting Osnabrück-Hafen Bremen |
|                                                          |                               |                    |                    |                                 |
| richting Rheine / Amsterdam                              | richting Osnabrück / Hannover |                    |                    |                                 |
|                                                          |                               |                    |                    |                                 |
| richting Luchthaven Münster/Osnabrück Münster / Dortmund |                               |                    |                    |                                 |